# Algèbre d'Ockham
En mathématiques, une algèbre d'Ockham est un treillis distributif avec un endomorphisme dual. Elle a été introduite en 1977 par Berman, et a été nommée d'après Guillaume d'Ockham par Urquhart en 1979. Les algèbres d'Ockham forment une variété.
Des exemples d'algèbres d'Ockham comprennent les algèbres booléennes, algèbres de De Morgan, algèbres de Stone, et les algèbres de Kleene.